# Matteson (Illinois)
La Grange Park – wieś w Stanach Zjednoczonych, w stanie Illinois, w hrabstwie Cook.